# Kevin Kilner
Kevin Kilner (ur. 3 maja 1958) – amerykański aktor telewizyjny i filmowy. 
Urodzony w Baltimore w stanie Maryland, syn Dorothei, przedszkolanki, i sprzedawcy ubezpieczeń - Edwarda Kilnera.
Debiutował w telewizji epizodyczną rolą w The Cosby Show w 1989. Znany jest z roli Williama Boone, głównego bohatera pierwszego i piątego sezonu kanadyjskiego serialu sci-fi Ziemia: Ostatnie starcie. W 2009 pojawił się w kilku odcinkach serialu Jossa Whedona Dollhouse. Jego przezwisko to Horse Head. W okresie od 30 czerwca do 16 lipca 2006 roku występował na deskach Alley Theatre w przedstawieniu Doczekać zmroku (Wait Until Dark).

## Edukacja
Kilner jest absolwentem Uniwersytetu Johna Hopkinsa w Baltimore. Jako student był członkiem uczelnianej drużyny lacrosse.

## Filmografia
- Dollhouse (2009)
- Układy (2009) 2 odcinki
- Pogoda na miłość (2005−2006)
- Troje do pary (2005)
- Detektyw Monk (2005)
- Historia Kopciuszka (2004)
- Mama na obcasach (2004)
- Cut and Run (2004)
- Auto Focus (2002)
- American Pie 2 (2001)
- The Brainiacs.com (2000)
- My Mother, the Spy (2000)
- Inteligentny dom (1999)
- Ziemia: Ostatnie starcie (1997–1998, 2002)
- Alex – sam w domu (1997)
- Super balanga (1994)
- Pod obserwacją (1991)